# Kontrsocjalizacja
Kontrsocjalizacja (socjalizacja dewiacyjna) - kultywowanie przeciwnych reguł niż te, którym podporządkowują się negatywne grupy odniesienia, czyli grupy, od których jednostka chce się zdystansować. W wyniku kontrsocjalizacji jednostka staje się taka, jakiej społeczeństwo nie chciałoby jej widzieć. 